# 国士馆短期大学
国士馆短期大学（日语：／ Kokushikan Tanki Daigaku *）是过去一所位于日本东京都町田市的私立短期大学。

## 概要

### 简介
- 学校最早可以追溯到1917年即私塾国士馆的创立于东京都港区。短期大学为于1953年开办于东京都世田谷区、由学校法人国士馆经营。招収男女学生到2001年[注 4]、停办于2003年[1][2]。

### 历史
- 1953年 国士馆短期大学成立并同时设置两个学科、以下列举。
  - 日文科
  - 经济科第二部[注 2]
- 1956年 体育科[注 3]成立、以下列举。
- 2001年 最后一年招生、次年停止招生[注 4]（正式停办于2003年5月30日[1][2]）

## 学校环境
- 校区：在了东京都町田市[注 1]

## 组织

### 学科
- 日文科

### 前学科
| - 经济科第二部 - 体育科 |

### 专科
| - 没有 |

### 业余课程
| - 没有 |

## 相关链接
- 日本短期大学列表